# Instituto Catalán de la Salud
El Instituto Catalán de la Salud (en catalán: Institut Català de la Salut), abreviadamente ICS,  es una empresa pública, adscrita al Departamento de Salud de la Generalidad de Cataluña (España) y dedicada a la prestación de atención sanitaria. Es el mayor proveedor del Servicio Catalán de la Salud, ente asegurador de la cobertura sanitaria universal en Cataluña. Tiene su sede corporativa en la ciudad de Barcelona, en el número 587-589 de la Gran Vía de las Cortes Catalanas.
Con una plantilla de unos 37.750 empleados en marzo de 2015, es la empresa con más trabajadores de Cataluña y la empresa pública más grande de España. Está formado por ocho hospitales y cerca de 300 equipos de atención primaria, entre otros. Presta atención sanitaria a casi seis millones de usuarios, cifra que supone el 75 % del total de asegurados de Cataluña.
El ICS gestiona 8 hospitales de referencia dentro de la red hospitalaria de utilización pública; 288 equipos de atención primaria –4 de los cuales con gestión compartida con otros proveedores–; 34 centros de especialidades extrahospitalarias; 23 unidades territoriales de atención continuada y urgencias de atención primaria (ACUT), que prestan atención mediante 162 dispositivos; 28 servicios de atención a la salud sexual y reproductiva; 11 unidades del Programa de atención domiciliaria y equipos de apoyo (PADES), 7 unidades de salud mental –2 de las cuales son de atención infantil y juvenil y 2 más de atención y seguimiento de las drogodependencias–, 7 unidades de salud internacional; 9 líneas pediátricas; 2 servicios de laboratorio clínico; 26 servicios de diagnóstico por la imagen; 19 unidades de rehabilitación extrahospitalaria y 3 servicios de salud laboral.
Además de la actividad asistencial, el ICS desarrolla una gran actividad científica a través de los siete institutos de investigación integrados en los centros hospitalarios y de atención primaria (Valle de Hebrón Instituto de Investigación-VHIR, Instituto de Investigación Biomédica de Bellvitge-IDIBELL, Instituto de Investigación en Ciencias de la Salud Germans Trias i Pujol-IGTP, Instituto de Investigación Biomédica de Lérida-IRBLleida, Instituto de Investigación Sanitaria Pere Virgilio-IISPV, Instituto de Investigación Biomédica de Gerona-IDIBGI e Instituto de Investigación en Atención Primaria Jordi Gol-IDIAP Jordi Gol). Cuatro de estos institutos –VHIR, IDIBELL, IGTP y IRBLleida– están acreditados por el Instituto de Salud Carlos III.
En el campo de la docencia, el ICS forma en sus centros a 2.400 especialistas de 50 especialidades diferentes en ciencias de la salud. También acoge más de 4.500 alumnos de pregrado de medicina, enfermería, odontología y otras enseñanzas. Además de esto, lleva a cabo una intensa actividad en formación continuada para todos los colectivos profesionales.

## Origen
El ICS nació en 1983 en el momento en que el gobierno de Cataluña asumió las competencias en salud que le atribuían tanto la Constitución Española como el Estatuto de Autonomía de 1979. Durante la década de 1980, la prestación de servicios sanitarios por parte de entidades ligadas a la administración pública en España no disfrutaba de cobertura universal, es decir, que el servicio público fue pasando en pocos años de una cobertura del 80% de la población hasta una cobertura completa o universal hacia 1990.
Inicialmente, el ICS nació de parte del Sistema Nacional de Salud presente en Cataluña e incorporó nuevos profesionales para cubrir la creciente necesidad de incrementar los servicios. Así pues, el ICS era una parte orgánica de la propia Generalidad de Cataluña e incorporó personal funcionario. El gasto sanitario durante la década de 1980 fue extraordinario, con el fin de dotar de una mayor red de centros de atención primaria, y el ICS cubría aquellas partes del territorio que no podían o no querían ser gestionadas por entidades privadas. En 1990 se constituye el Servicio Catalán de la Salud como aseguradora pública, que se constituirá como el principal cliente del ICS. 
No fue hasta el 2007 que el Parlamento de Cataluña aprobó la ley del ICS, que cambia su naturaleza jurídica y lo constituye en una empresa pública. Este cambio jurídico no estuvo exento de controversia para parte del personal laboral y algunos sindicatos, que decían que se estaba privatizando la sanidad pública y probablemente también por la pérdida de determinados derechos laborales que comportaba este cambio para los trabajadores laborales del ICS, puesto que pasaban de ser personal asimilado a funcionario a ser personal laboral. Con todo, en 2009 se aprueban en Junta de Gobierno de la Generalidad los Estatutos del ICS.

## Hospitales gestionados por el ICS
- Hospital Universitario Arnau de Vilanova de Lérida.
- Hospital Universitario Doctor Josep Trueta de Gerona.
- Hospital Universitario Germans Trias i Pujol (denominado popularmente Can Ruti)
- Hospital Universitario Joan XXIII de Tarragona.
- Hospital Universitario de Bellvitge.
- Hospital de Viladecans.
- Hospital Virgen de la Cinta de Tortosa.
- Hospital Universitario Valle de Hebrón